# Président des sommets de la zone euro
Le président des sommets de la zone euro,  en forme courte « président de la zone euro », assure la préparation et la continuité des sommets de chefs d'État et de gouvernement de la zone euro. Cette fonction de l'Union européenne a été créée en 2011. Le président est élu par les chefs d'État et de gouvernement des États membres de la zone euro en même temps que le président du Conseil européen, pour un mandat de même durée (deux ans et demi). Il ne doit pas être confondu avec le président de l'Eurogroupe, qui préside les réunions mensuelles des ministres des Finances des États membres de la zone euro.
Lorsque le poste a été créé, le Belge Herman Van Rompuy, président du Conseil européen, a été désigné pour occuper la fonction jusqu'à l'élection du premier président. Le 1er mars 2012, le premier président, Herman Van Rompuy, a formellement été élu. Le poste est actuellement occupé par António Costa, président du Conseil européen depuis le 1er décembre 2024.

## Nomination
En vertu de l'article 12(1), paragraphe 2 du traité sur la stabilité, la coordination et la gouvernance (TSCG), « le président du sommet de la zone euro est désigné à la majorité simple par les chefs d'État ou de gouvernement des parties contractantes dont la monnaie est l'euro lors de l'élection du président du Conseil européen et pour un mandat de durée identique [c'est-à-dire deux ans et demi] ».

## Fonction
Le président du sommet de la zone euro a pour fonction d'assurer la préparation et la continuité des sommets de la zone euro en collaboration avec le président de la Commission européenne. Cependant, l'organe chargé des préparatifs des sommets de la zone euro est l'Eurogroupe.
Enfin, parmi ses fonctions, le président du sommet de la zone euro doit notamment informer les États membres ne faisant pas partie de la zone euro ainsi que le Parlement européen des préparations et des résultats des sommets.

## Historique
Le premier président du sommet de la zone euro a été nommé le 1er mars 2012. Auparavant, la fonction avait été exercée par le président du Conseil européen. Cependant, en dépit de leur dissociation, les deux postes sont restés occupés par la même personne, Herman Van Rompuy.
Le 30 août 2014, lors du sommet du Conseil européen de Bruxelles, Donald Tusk a été désigné pour devenir le deuxième président de cette instance. Il a pris ses fonctions le 1er décembre 2014, et est devenu en même temps le deuxième président du sommet de la zone euro. L'accès à ce poste du ressortissant d'un pays, la Pologne, qui ne fait pas partie de la zone euro a posé un problème. Finalement, la fonction a été considérée comme non représentative, ce qui a permis cette nomination[réf. incomplète]. La désignation d'un président polonais a pu être vue comme une forme d'apaisement des inquiétudes des États non-membres de la zone mais tenus d'y entrer dans les prochaines années, et comme un gage d'amélioration de la coordination entre États membres et non-membres. Cependant cette extériorité du président a aussi été citée, s'ajoutant au cumul de la fonction avec la présidence du Conseil européen, en tant que facteur aggravant du manque de visibilité institutionnelle de la zone,. 

## Liste
| Titulaire | Titulaire         | Pays d'origine | Poste précédent                             | Parti | Parti                          | Début du mandat                                  | Fin du mandat    | Durée                      |
| --------- | ----------------- | -------------- | ------------------------------------------- | ----- | ------------------------------ | ------------------------------------------------ | ---------------- | -------------------------- |
|           | Herman Van Rompuy | Belgique       | Premier ministre belge                      |       | Européen : PPE National : CD&V | 8 novembre 2011 (poste créé) 1er mars 2012 (élu) | 30 novembre 2014 | 3 ans et 22 jours          |
|           | Donald Tusk       | Pologne        | Président du Conseil des ministres polonais |       | Européen : PPE National : PO   | 1er décembre 2014                                | 30 novembre 2019 | 4 ans, 11 mois et 29 jours |
|           | Charles Michel    | Belgique       | Premier ministre belge                      |       | Européen : ALDE National : MR  | 1er décembre 2019                                | 30 novembre 2024 | 4 ans, 11 mois et 29 jours |
|           | António Costa     | Portugal       | Premier ministre portugais                  |       | Européen : PSE National : PS   | 1er décembre 2024                                | En fonction      | 3 mois et 13 jours         |

## Sources

## Compléments